# Disney Learning
Disney Learning, conocido en el idioma español como Disney Aprendizaje Infantil, es una serie de videojuegos educativos para PC orientados al público infantil escolar y preescolar protagonizados por los personajes de distintas franquicias de Disney. Los productos de Disney Learning también incluyen varios libros impresos y aplicaciones móviles educativas.

## Videojuegos de Disney Learning
- Ready to Read with Pooh - (1997)
- Ready for Math with Pooh - (1997)
- MathQuest With Aladdin - (1997)
- ReadingQuest With Aladdin - (1998)
- Disney's Adventures in Typing With Timon & Pumbaa - (1998)
- Disney Learning: Infants - (1999)
- Disney's Mickey Mouse Toddler - (2000)
- Disney's Mickey Mouse Kindergarten - (2000)
- Disney's Mickey Mouse Preschool - (2000)
- Buzz Lightyear 1st Grade - (2000)
- Buzz Lightyear 2nd Grade - (2000)
- Disney Learning: Phonics Quest - (2001)
- Disney Learning Adventure: Search for the Secret Keys - (2002)
- Disney Early Learning: Rolie Polie Olie - (2002)
- Disney's The Jungle Book: Key Stage 1 - (2003)
- Disney's The Jungle Book: Key Stage 2 - (2006)